# ジェオ・ベルニエ

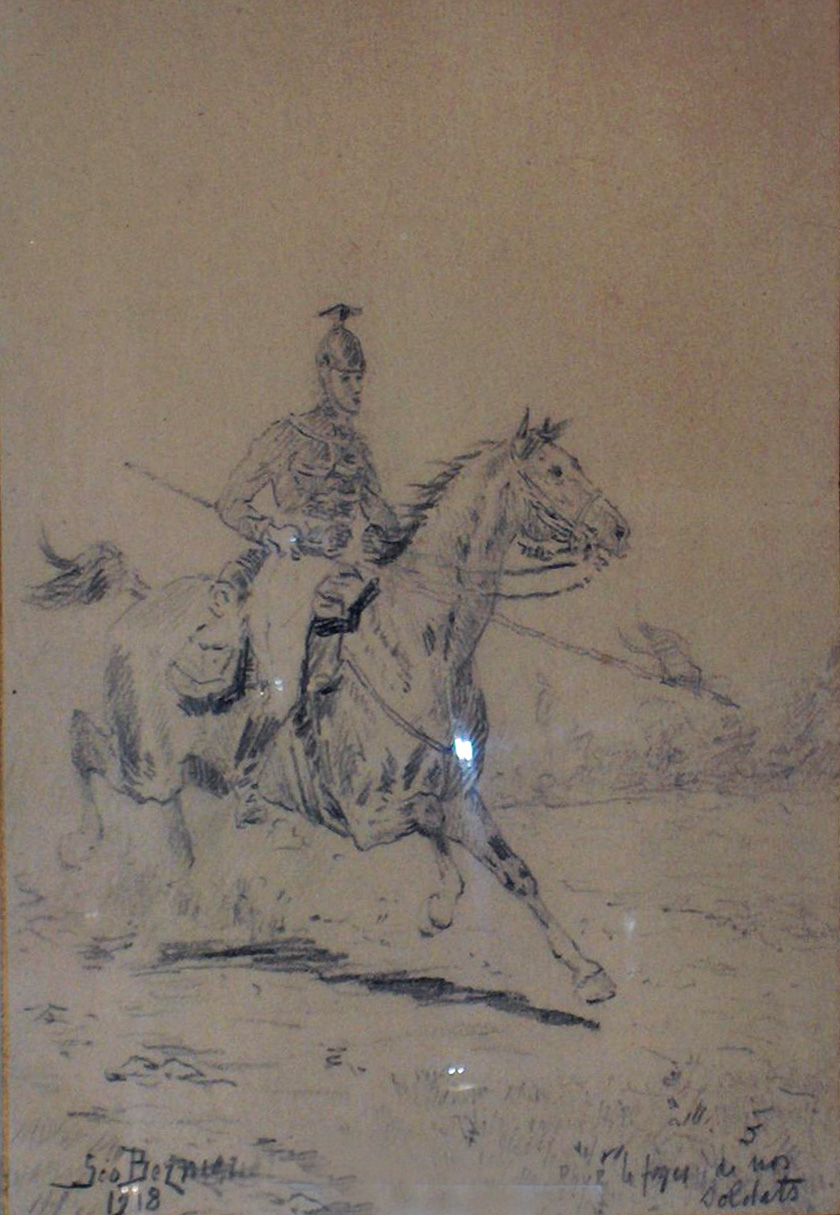
ジェオ・ベルニエ作「故郷のために戦う兵士」(1918)

ジェオ・ベルニエ（Géo Bernier、1862年7月26日 - 1918年12月28日）は、ベルギーの画家である。家畜のいる風景画や肖像画、馬を描いたことで知られている。ポスター画家としても知られている。

## 略歴
ベルギー、ワロン地域のナミュールで役人で、後にサン＝ジルの市議会議員となった人物の息子に生まれた。弟のフェルナン・ベルニエ（Fernand Bernier (1864-1929）はジャーナリストになり後にサン＝ジルの市長になった。 
ナミュールの学校で学び、学校の美術教師であった風景画家のフェルナン・マリヌス（Ferdinand Marinus; 1808-1890) に絵の才能を見いだされて、1880年からブリュッセルの風景画家ミシェル・ヴァン・アルファン（Michel Van Alphen）に学んだ。1883年にブリュッセル王立美術アカデミーに入学し、1888年までジャン＝フランソワ・ポルテールやジョゼフ・スタラールト、ジョセフ・ファン・セーフェルドンクらの指導を受けた。
ブリュッセルの鉄道馬車の会社（Compagnie brésilienne des Tramways bruxellois）で働き、ブリュッセルの新聞「L'Étoile belge」の編集長アルフレッド・マドゥー（Alfred Madoux）と知り合い、オーデルゲムの軍の厩舎やベルギー軍の騎兵偵察連隊（régiment des Guides）のスケッチをすることができた。これを元に1887年に騎兵を描いた「La Charge des Guides」という作品を制作した。獣医学校で解剖学を学ぶことで、乗馬の技術や馬を描くことに習熟した。1898年に獣医学校の科学雑誌の挿絵を描いた。
1887年5月に、印象派の画家のケティー・ジルソール＝ホッペの妹のジェニー・ホッペ(Jenny Bernier-Hoppe: 1870–1934）と結婚した。1904年から、イクセルに住んだ。
1892年から「Salons triennaux belges」という展覧会に出展し、1893年にブリュッセルに創立されら美術家グループ「Le Sillon」の共同創設者になった。1893年に開催された最初のグループ展の批評で、ベルギーの詩人、エミール・ヴェルハーレンはベルニエに言及しベルギーの最も重要な動物画家の一人と評した。
競走馬や馬主に熱心に関わり、エノー州のレール＝エ＝フォストー（Leers-et-Fosteau）のジュール・ハザール（Jules Hazard）の競走馬牧場で多くの作品を描いた。「Mercure」や「Brin d'or」、「Faucille」、「Rêve d'or」といった競走馬の絵や所有場に騎乗した馬主の絵を描いた。ドッグ・ショーに行くのも好んだ。1900年11月に国王レオポルド2世に作品が買い上げられた。
ブリュッセル路面電車(Tramways bruxellois)や障害飛越競技会やブリュッセルの馬車レースなどの数多くのポスターをデザインした。風景画や海洋画も描いた。
1918年にイクセルで亡くなった。息子のルネ・ベルニエ（René Bernier: 1905-1984）は作曲家として知られている。

## 作品

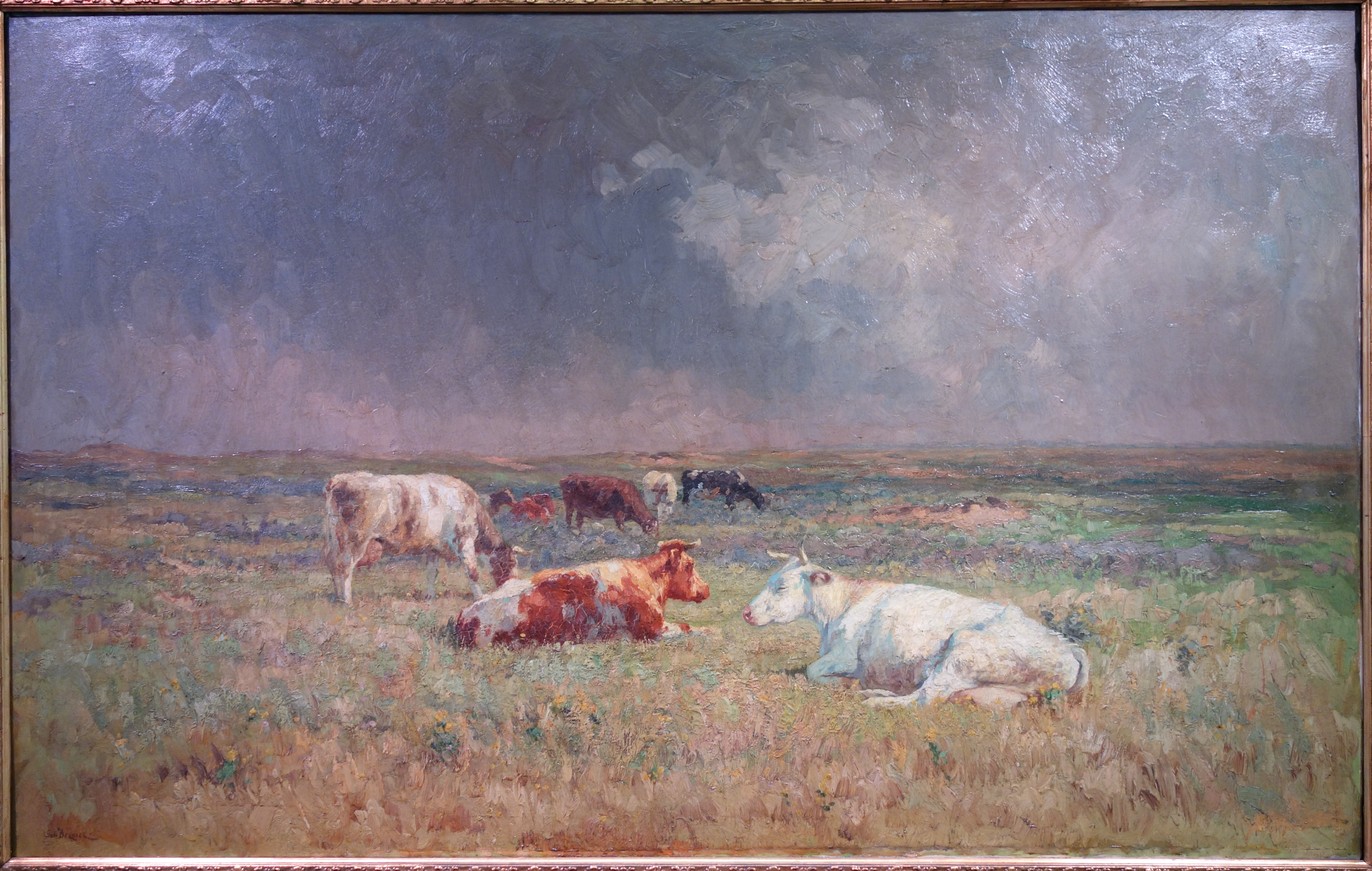
湿地の牛 Musée M(ルーヴェン)
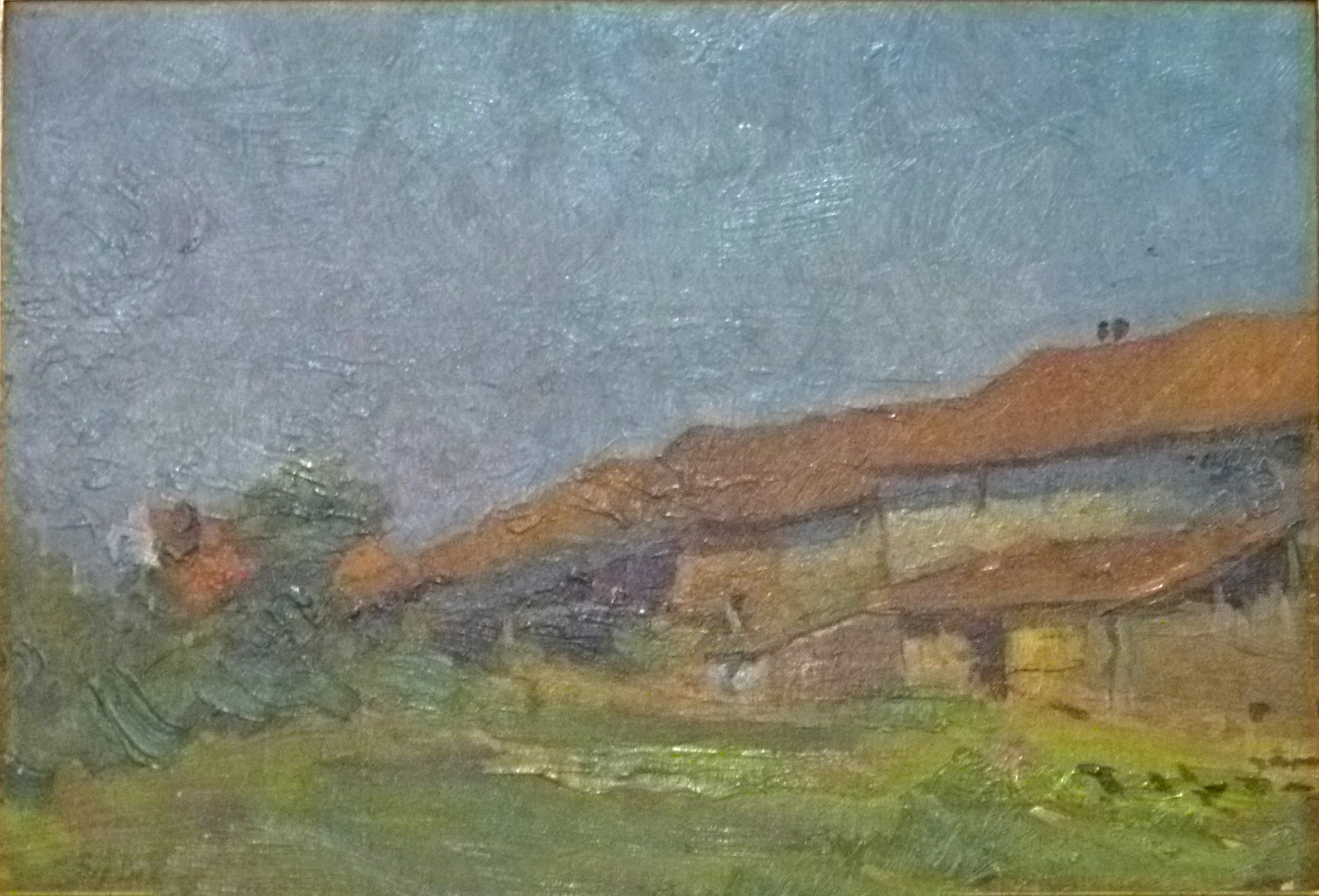
農場のある夏の風景
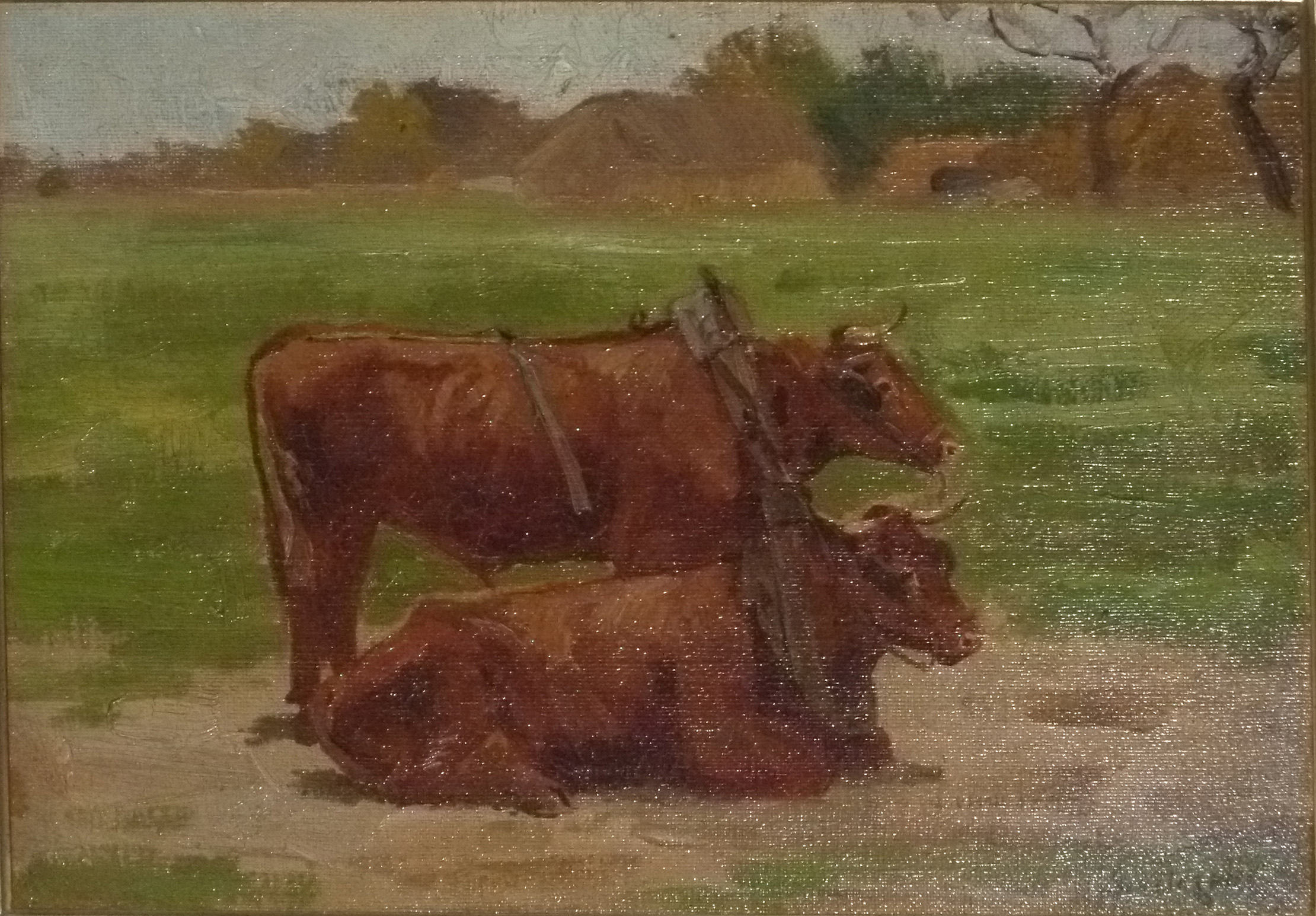
輓き具を着けた牛